# 테런스 힐

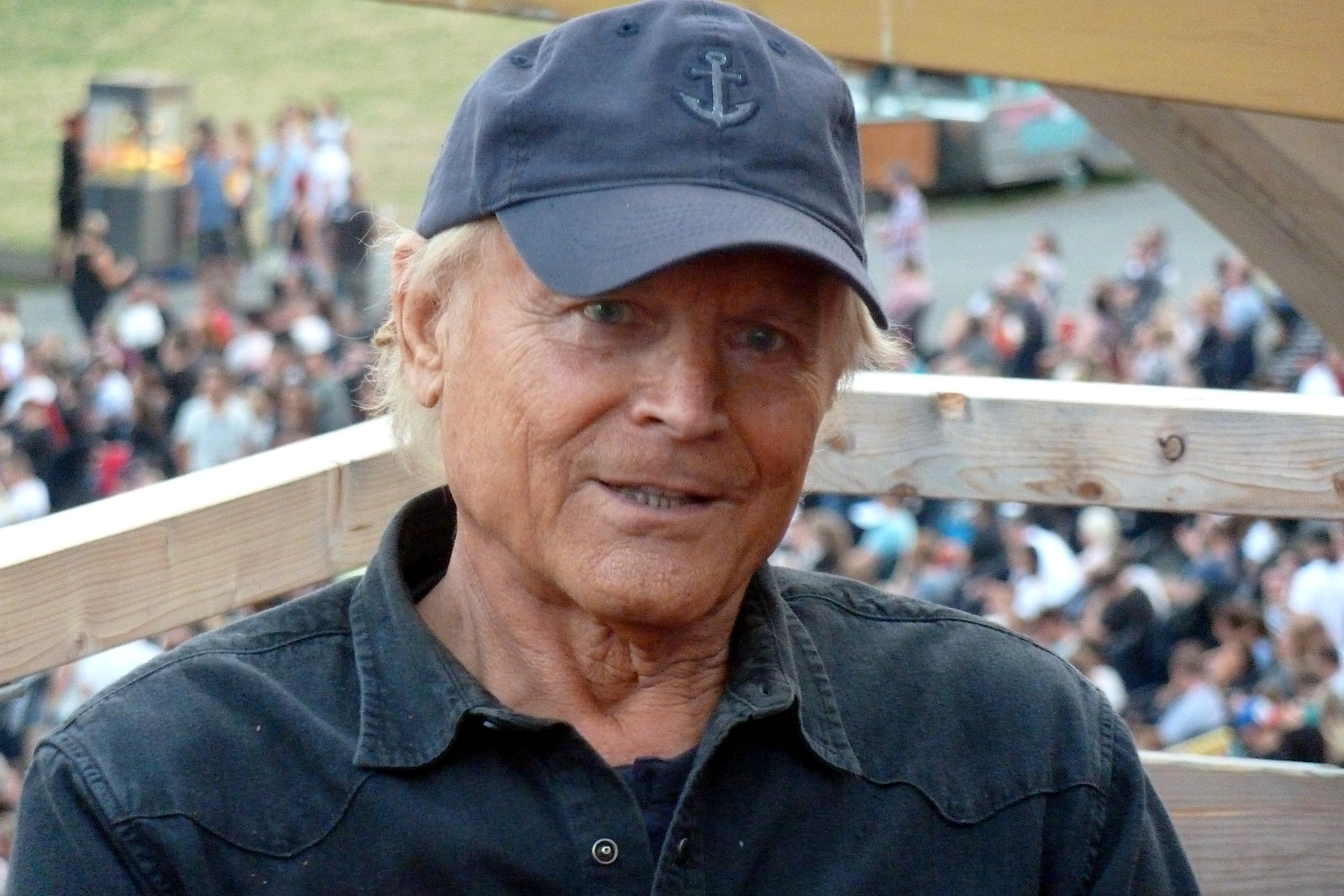

테런스 힐(영어: Terence Hill, 1939년 3월 29일 ~ ) 또는 본명 마리오 지로티(Mario Girotti)은 이탈리아의 영화 감독, 희극 배우, 텔레비전 감독, 텔레비전 프로듀서, 영화배우, 영화 프로듀서, 텔레비전 배우이다. 힐은 아역 배우로 경력을 시작했으며, 그의 인기가 절정에 달했을 때 힐은 이탈리아에서 가장 돈을 많이 버는 배우 중 한 명이었다.
힐의 어머니는 드레스덴 출신의 독일인이었다.

## 영화
- 데이 콜드 힘 불도저 (2017년)
- 닥터 웨스트 (2009년) - 미네소타 웨스트 역 (감독, 주연)
- 닥터 웨스트 2 (2009년) - 닥터 웨스트 역
- 트러블 메이커 (1994년)
- 루키 루크 (1991년)
- 마이애미 슈퍼캅 (1985년) - 더그 베넷 / 제이 도넬 경관 역
- 신부님 신부님 우리 신부님 (1984년) - 돈 까밀로 역
- 더블 트라블 (1984년)
- 봉고봉고 대소동 (1981년) - 알란 역
- 하마 대작전 (1979년) - 슬림 역
- ORG (1979년)
- 컴비 블로우 (1978년)
- 상속자 (1977년)
- 라스트 부르맨 (1977년)
- 수퍼캅 (1976년)
- Un genio, due compari, un pollo (1975년)
- 랠리 코스트 쟁탈전 (1973년)
- 무숙자 (1973년)
- 누가 톰을 서부로 보냈나 (1972년) - 토마스 역
- 튜니티라 불러다오 (1972년)
- 튜니티는 아직도 내 이름 (1972년)
- 대해적 (1971년)
- 내 이름은 튜니티 (1970년) - 튜니티 역
- 돌아온 무숙자 (1969년)
- 비바 장고 (1968년) - 장고 역
- 니벨룽겐 : 크림힐드의 복수 (1967년)
- 들고양이 (1963년)
- 알라딘의 마술 램프 (1961년)
- 한니발 (1959년)
- 푸른 대로 (1957년)
- 일 비알레 델라 스페란자 (1953년)